# Hrvatski nogometni kup 2008-2009
La Hrvatski nogometni kup 2008./09. (coppa croata di calcio 2008-09) fu la diciottesima edizione della coppa nazionale croata, fu organizzata dalla Federazione calcistica della Croazia e fu disputata dal agosto 2008 al maggio 2009.
Il detentore era la Dinamo Zagabria, che in questa edizione si ripeté: fu il suo decimo (terzo consecutivo) titolo nella competizione, la sua diciassettesima coppa nazionale contando anche le sette della Coppa di Jugoslavia.
Dato che la Dinamo vinse anche il campionato, il posto in UEFA Europa League 2009-2010 andò alla finalista sconfitta, l'Hajduk Spalato.

## Formula e partecipanti
Alla competizione parteciparono le migliori squadre delle divisioni superiori, con la formula dell'eliminazione diretta. I primi turni erano a gara singola, mentre quarti, semifinali e finale erano ad andata e ritorno.
Al turno preliminare accedono le squadre provenienti dalle  Županijski kupovi (le coppe regionali): le 21 vincitrici più le finaliste delle 11 coppe col maggior numero di partecipanti.
Le prime 16 squadre del ranking quinquennale di coppa (63 punti alla vincitrice della coppa, 31 alla finalista, 15 alle semifinaliste, 7 a quelle che hanno raggiunto i quarti, 3 a quelle eliminate agli ottavi, 1 se eliminate ai sedicesimi) sono ammesse di diritto ai sedicesimi di finale.

### Ammesse di diritto ai sedicesimi di finale
Le prime 16 squadre (coi punti) del ranking 2002-2007 entrano di diritto nei sedicesimi della Coppa 2008-09:
- 1 Rijeka (157)
- 2 Dinamo Zagabria (139)
- 3 Hajduk Spalato (131)
- 4 Varteks Varaždin (93)
- 5 Slaven Belupo (51)
- 6 Istria 1961 (47)
- 7 Kamen Ingrad (41)
- 8 Osijek (39)
- 9 Cibalia (33)
- 10 NK Zagabria (25)
- 11 Inter Zaprešić (15)
- 12 Pomorac (13)
- 13 Belišće (11)
- 14 HAŠK 1903 (10)
- 15 Sebenico (9)
- 16 Zara (9)

### Le finali regionali
Le Županijski kupovi (le coppe regionali) 2007-2008 hanno qualificato le 32 squadre (segnate in giallo) che partecipano al turno preliminare della Coppa di Croazia 2008-09. Si qualificano le 21 vincitrici più le finaliste delle 11 coppe col più alto numero di partecipanti.
| Regione                                 | Vincitore            | Finalista               | Risultato     |
| --------------------------------------- | -------------------- | ----------------------- | ------------- |
| Regione di Zagabria                     | Vinogradar           | Polet Buševec           | ?             |
| Regione di Krapina e dello Zagorje      | Gaj Mače             | ?                       | ?             |
| Regione di Sisak e della Moslavina      | Moslavina            | Metalac Sisak           | ?             |
| Regione di Karlovac                     | Karlovac             | ?                       | ?             |
| Regione di Varaždin                     | Podravina Ludbreg    | Sračinec                | ?             |
| Regione di Koprivnica e Križevci        | Križevci             | Mladost Molve           | ?             |
| Regione di Bjelovar e della Bilogora    | Garić Garešnica      | Bjelovar                | ?             |
| Regione litoraneo-montana               | Orijent              | Opatija                 | 0–1 e 3–1     |
| Regione della Lika e di Segna           | Novalja              | ?                       | ?             |
| Regione di Virovitica e della Podravina | Suhopolje            | Papuk Orahovica         | 2–1           |
| Regione di Požega e della Slavonia      | Slavija Pleternica   | Hajduk Pakrac           | ?             |
| Regione di Brod e della Posavina        | Oriolik Oriovac      | Mladost Cernik          | ?             |
| Regione zaratina                        | Raštane              | Primorac Biograd        | ?             |
| Regione di Osijek e della Baranja       | Croatia Đakovo       | Grafičar-Vodovod Osijek | ?             |
| Regione di Sebenico e Tenin             | Zagora Unešić        | Vodice                  | 0–0 (4-3 dtr) |
| Regione di Vukovar e della Sirmia       | Vukovar              | Graničar Županja        | 3–1           |
| Regione spalatino-dalmata               | Trogir               | ?                       | ?             |
| Regione istriana                        | Istria Tar           | Žminj                   | ?             |
| Regione raguseo-narentana               | Konavljanin Čilipi   | ?                       | ?             |
| Regione del Međimurje                   | Nedelišće            | Međimurje               | ?             |
| Città di Zagabria                       | Hrvatski Dragovoljac | Lučko                   | 4–1           |

### Riepilogo
| 1ª Divisione 1.HNL | 2ª Divisione 2.HNL                                                                                    | 3ª Divisione 3.HNL | Divisioni inferiori                                                                                              |
| --- | --- | --- | --- |
| dal turno preliminare: | | | |
| | Hrvatski Dragovoljac Karlovac Međimurje Moslavina Suhopolje Trogir Vinogradar                         | Bjelovar Croatia Đakovo Raštane Grafičar-Vodovod Osijek Graničar Županja Konavljanin Čilipi Križevci Lučko Zagabria Mladost Cernik Nedelišće Novalja Orijent Polet Buševec Slavija Pleternica Vukovar Zagora Unešić | Gaj Mače Garić Garešnica Istria Tar Metalac Sisak Mladost Molve Oriolik Oriovac Podravina Ludbreg Sračinec Žminj |
| dai sedicesimi di finale: | | | |
| Cibalia Dinamo Zagabria Hajduk Spalato Inter Zaprešić Osijek Rijeka Slaven Belupo Sebenico Varteks Varaždin Zara NK Zagabria | Istria 1961 Pomorac                                                                                   | Belišće HAŠK 1903 | |
| non ammesse: | | | |
| Croatia Sesvete | Imotski Junak Sinj Lokomotiva Zagabria Mosor Žrnovnica Segesta Sisak Slavonac CO Stari Perkovci Solin | le altre 36 squadre | tutte le altre squadre                                                                                           |
| 1ª Divisione 1.HNL | 2ª Divisione 2.HNL                                                                                    | 3ª Divisione 3.HNL | Divisioni inferiori                                                                                              |

### Calendario
| Turno                | Data                              | Numero gare | Squadre | Entrano in questo turno                                                |
| -------------------- | --------------------------------- | ----------- | ------- | ---------------------------------------------------------------------- |
| Turno preliminare    | 27 agosto 2008                    | 16          | 48 → 32 | Vincitrici delle 21 coppe regionali 11 finaliste delle coppe regionali |
| Sedicesimi di finale | 23 e 24 settembre 2008            | 16          | 32 → 16 | Le migliori 16 del ranking                                             |
| Ottavi di finale     | 29 ottobre 2008                   | 8           | 16 → 8  | Nessuna                                                                |
| Quarti di finale     | 12 novembre 2008 26 novembre 2008 | 8           | 8 → 4   | Nessuna                                                                |
| Semifinali           | 4 marzo 2009 18 marzo 2009        | 4           | 4 → 2   | Nessuna                                                                |
| Finale               | 13 maggio 2009 28 maggio 2009     | 2           | 2 → 1   | Nessuna                                                                |

## Turno preliminare
| Squadra 1            | Risultato             | Squadra 2               |
| -------------------- | --------------------- | ----------------------- |
| 27 agosto 2008       |                       |                         |
| Žminj                | 0 – 2                 | Gaj Mače                |
| Moslavina            | 7 – 0                 | Istria Tar              |
| Croatia Đakovo       | 1 – 3                 | Polet Buševec           |
| Bjelovar             | 2 – 4                 | Zagora Unešić           |
| Orijent              | 1 – 0                 | Raštane                 |
| Novalja              | 0 – 1                 | Metalac Sisak           |
| Međimurje            | 3 – 0                 | Trogir                  |
| Suhopolje            | 1 – 1 (dts) (5-4 dtr) | Križevci                |
| Mladost Cernik       | 2 – 0                 | Slavija Pleternica      |
| Vukovar              | 3 – 2                 | Podravina Ludbreg       |
| Nedelišće            | 1 – 3                 | Karlovac                |
| Garić Garešnica      | 1 – 4                 | Grafičar-Vodovod Osijek |
| Mladost Molve        | 3 – 4 (dts)           | Konavljanin Čilipi      |
| Hrvatski Dragovoljac | 1 – 0                 | Graničar Županja        |
| Lučko                | 11 – 1                | Sračinec                |
| Vinogradar           | 1 – 2                 | Oriolik Oriovac         |

## Sedicesimi di finale
Sulla panchina dell'Inter Zaprešić sedeva l'allenatore in seconda Franjo Kučko, poiché a Milivoje Bračun era stata rubata l'auto prima di partire per la partita.

Il Kamen Ingrad aveva cessato l'attività per bancarotta, quindi l'Oriolik Oriovac passò automaticamente il turno.
| Squadra 1               | Risultato             | Squadra 2        |
| ----------------------- | --------------------- | ---------------- |
| 23 e 24 settembre 2008  |                       |                  |
| Gaj Mače                | 1 – 5                 | Dinamo Zagabria  |
| Metalac Sisak           | 0 – 6                 | Rijeka           |
| Orijent                 | 1 – 4                 | Hajduk Spalato   |
| Mladost Cernik          | 0 – 1                 | Varteks Varaždin |
| Polet Buševec           | 0 – 2                 | Slaven Belupo    |
| Zagora Unešić           | 2 – 1                 | Osijek           |
| Grafičar-Vodovod Osijek | 1 – 3                 | NK Zagabria      |
| Suhopolje               | 1 – 2                 | Cibalia          |
| Oriolik Oriovac         | n.d.                  | Kamen Ingrad     |
| Lučko                   | 3 – 5                 | Inter Zaprešić   |
| Karlovac                | 1 – 1 (dts) (7-6 dtr) | Istria 1961      |
| Moslavina               | 2 – 1                 | Sebenico         |
| Vukovar                 | 0 – 1                 | Pomorac          |
| Konavljanin Čilipi      | 1 – 0                 | Belišće          |
| Zara                    | 3 – 0                 | HAŠK 1903        |
| Hrvatski Dragovoljac    | 1 – 0                 | Međimurje        |

## Ottavi di finale
| Squadra 1            | Risultato             | Squadra 2        |
| -------------------- | --------------------- | ---------------- |
| 29 ottobre 2008      |                       |                  |
| Hrvatski Dragovoljac | 0 – 6                 | Dinamo Zagabria  |
| Zara                 | 2 – 2 (dts) (6-7 dtr) | Rijeka           |
| Konavljanin Čilipi   | 0 – 2                 | Hajduk Spalato   |
| Pomorac              | 2 – 0                 | Varteks Varaždin |
| Moslavina            | 0 – 2                 | Slaven Belupo    |
| Zagora Unešić        | 2 – 1                 | Karlovac         |
| Inter Zaprešić       | 0 – 2                 | NK Zagabria      |
| Oriolik Oriovac      | 0 – 4                 | Cibalia          |

## Quarti di finale
| Squadra 1      | Totale          | Squadra 2       | Andata     | Ritorno    |
| -------------- | --------------- | --------------- | ---------- | ---------- |
|                |                 |                 | 12.11.2008 | 26.11.2008 |
| Rijeka         | 4 – 4 (4-6 dtr) | NK Zagabria     | 2 – 2      | 2 – 2      |
| Pomorac        | 2 – 2 (3-5 dtr) | Cibalia         | 1 – 1      | 1 – 1      |
| Hajduk Spalato | 0 – 0 (7-6 dtr) | Slaven Belupo   | 0 – 0      | 0 – 0      |
| Zagora Unešić  | 2 – 7           | Dinamo Zagabria | 1 – 2      | 1 – 5      |

## Semifinali
| Squadra 1      | Totale | Squadra 2       | Andata     | Ritorno    |
| -------------- | ------ | --------------- | ---------- | ---------- |
|                |        |                 | 04.03.2009 | 18.03.2009 |
| Hajduk Spalato | 4 – 1  | Cibalia         | 4 – 1      | 0 – 0      |
| NK Zagabria    | 1 – 6  | Dinamo Zagabria | 0 – 2      | 1 – 4      |

## Finale
| Squadra 1       | Totale          | Squadra 2      | Andata     | Ritorno    |
| --------------- | --------------- | -------------- | ---------- | ---------- |
|                 |                 |                | 13.05.2009 | 28.05.2009 |
| Dinamo Zagabria | 3 – 3 (5-4 dtr) | Hajduk Spalato | 3 – 0      | 0 – 3      |

### Andata
| Arbitro: | Marić (Daruvar) |

|                               |           |  |
| Mandžukić 13’, 57’ Sammir 29’ | Marcatori |  |

| Dinamo | Hajduk |

|                  |    |                   |  |     |
|                  |    |                   |  |     |
| P                | 1  | Tomislav Butina   |  |     |
| D                | 6  | Dejan Lovren      |  |     |
| D                | 19 | Tomislav Barbarić |  |     |
| D                | 21 | Ivica Vrdoljak    |  |     |
| D                | 22 | Igor Bišćan       |  |     |
| C                | 2  | Ivan Tomečak      |  |     |
| C                | 10 | Sammir            |  | 90’ |
| C                | 16 | Milan Badelj      |  | 77’ |
| C                | 18 | Mirko Hrgović     |  |     |
| A                | 17 | Mario Mandžukić   |  |     |
| A                | 24 | Ilija Sivonjić    |  | 84’ |
| A disposizione:  |    |                   |  |     |
| C                | 13 | Mathias Chago     |  | 77’ |
| A                | 11 | Josip Tadić       |  | 84’ |
| D                | 3  | Luis Ibáñez       |  | 90’ |
| Allenatore:      |    |                   |  |     |
| Krunoslav Jurčić |    |                   |  |     |

|                 |    |                   |       |     |
|                 |    |                   |       |     |
| P               | 1  | Danijel Subašić   |       |     |
| D               | 4  | Anthony Šerić     |       |     |
| D               | 7  | Hrvoje Vejić      |       |     |
| D               | 19 | Marijan Buljat    |       |     |
| D               | 28 | Boris Pandža      |       | 30’ |
| C               | 8  | Siniša Linić      | 45+1' |     |
| C               | 10 | Senijad Ibričić   |       | 89’ |
| C               | 14 | Marin Tomasov     |       | 37’ |
| C               | 15 | Drago Gabrić      |       |     |
| C               | 20 | Josip Skoko       |       |     |
| A               | 9  | Nikola Kalinić    |       |     |
| A disposizione: |    |                   |       |     |
| D               | 5  | Jurica Buljat     | 34'   | 30’ |
| D               | 22 | Mario Maloča      |       | 37’ |
| A               | 16 | Mladen Bartolović |       | 89’ |
| Allenatore:     |    |                   |       |     |
| Ante Miše       |    |                   |       |     |

### Ritorno
| Arbitro: | Ljubičić (Osijek) |

|                                         |                      |                                      |
| Kalinić 56’, 75’ Bartolović 58’         | Marcatori            |                                      |
| Kalinić Rosso Bartolović Ibričić Andrić | Tiri di rigore 3 – 4 | Bišćan Sammir Badelj Morales Hrgović |

| Hajduk | Dinamo |

|                 |    |                   |  |     |
|                 |    |                   |  |     |
| P               | 1  | Danijel Subašić   |  |     |
| D               | 4  | Anthony Šerić     |  |     |
| D               | 7  | Hrvoje Vejić      |  |     |
| D               | 19 | Marijan Buljat    |  | 78’ |
| D               | 22 | Mario Maloča      |  |     |
| C               | 10 | Senijad Ibričić   |  |     |
| C               | 11 | Srđan Andrić      |  |     |
| C               | 15 | Drago Gabrić      |  |     |
| C               | 20 | Josip Skoko       |  | 86’ |
| A               | 9  | Nikola Kalinić    |  |     |
| A               | 16 | Mladen Bartolović |  |     |
| A disposizione: |    |                   |  |     |
| D               | 17 | Ivan Strinić      |  | 78’ |
| C               | 21 | Giovanni Rosso    |  | 86’ |
| Allenatore:     |    |                   |  |     |
| Ante Miše       |    |                   |  |     |

|                  |    |                   |  |     |
|                  |    |                   |  |     |
| P                | 1  | Tomislav Butina   |  |     |
| D                | 6  | Dejan Lovren      |  |     |
| D                | 18 | Mirko Hrgović     |  |     |
| D                | 19 | Tomislav Barbarić |  |     |
| D                | 22 | Igor Bišćan       |  |     |
| C                | 5  | Adrián Calello    |  |     |
| C                | 10 | Sammir            |  |     |
| C                | 13 | Mathias Chago     |  | 90’ |
| C                | 16 | Milan Badelj      |  |     |
| A                | 17 | Mario Mandžukić   |  |     |
| A                | 24 | Ilija Sivonjić    |  | 55’ |
| A disposizione:  |    |                   |  |     |
| C                | 2  | Ivan Tomečak      |  | 55’ |
| C                | 77 | Pedro Morales     |  | 90’ |
| Allenatore:      |    |                   |  |     |
| Krunoslav Jurčić |    |                   |  |     |

## Marcatori
| Pos. | Giocatore         | Squadra | Reti |
| ---- | ----------------- | ------- | ---- |
| 1    | Josip Fuček       | Lučko   | 6    |
| 2    | Mario Mandžukić   | Dinamo  | 5    |
| 2    | Ahmad Sharbini    | Rijeka  | 5    |
| 4    | Boško Balaban     | Dinamo  | 4    |
| 4    | Tomislav Pavličić | Cibalia | 4    |